# ماتسوؤكا جوناتان
ماتسوؤكا جوناتان (مواليد 27 مايو 2000) هو لاعب كرة قدم باراغواياني.

## وصلات خارجية
- ماتسوؤكا جوناتان على موقع رابطة كرة القدم اليابانية للمحترفين (اليابانية)
- ماتسوؤكا جوناتان على موقع Soccerway.com (الإنجليزية)
- ماتسوؤكا جوناتان على موقع عالم كرة القدم.نت (الإنجليزية)